# Carl Rosenblad
Carl „Calle” Rosenblad (ur. 28 kwietnia 1969 roku w Västervik) – szwedzki kierowca wyścigowy.

## Kariera
Rosenblad rozpoczął karierę w wyścigach samochodowych w 1992 roku od startów w Skandynawskiej Formule Opel Lotus. Z dorobkiem 242 punktów uplasował się tam na siódmej pozycji w klasyfikacji generalnej. Rok później w tej samej serii był szósty. W późniejszych latach pojawiał się także w stawce Pucharu Narodów Formuły Opel Lotus, Interserie Div. 1, Global GT Championship, 24-godzinnego wyścigu Le Mans, Formuły 3000, FIA GT Championship, 24 Hours of Daytona, Swedish Touring Car Championship, Grand American Rolex Series, European Super Touring Championship, European Touring Car Championship, World Touring Car Championship, European Touring Car Cup, Swedish GT, FIA GT2 European Cup oraz Blancpain Endurance Series.
W Formule 3000 Szwed wystartował w dziewięciu wyścigach sezonu 1996 z brytyjską ekipą Alpha Plus. Nigdy jednak nie zdobywał punktów. Został sklasyfikowany na 25. miejscu w końcowej klasyfikacji kierowców.